# 陳讚 (嘉靖進士)
陳讚（1491年1月12日—？），字允揚，福建長樂人，民籍，明朝政治人物，進士出身。

## 生平
正德八年（1513年）癸酉科福建鄉試第十五名舉人，嘉靖二年（1523年）中式癸未科會試第一百八十三名，殿試第二甲第五十八名進士。曾任直隸嘉定縣學教諭，历任户部郎中、湖州府知府，擢貴州兵備副使，致仕歸。

## 家庭
曾祖陈植、祖父陈宏炜、父陈德隆，教谕，贈刑部主事。前母林氏、母丁氏，贈安人；继母郭氏。慈侍下。兄陈让，字允恭，弘治八年（1495年）举人，官石城縣知县、陈諤、陈謹（府同知）、陈谟、陈谈（知府）、陈鑾（署教谕举人）、弟陈諧。